# 베트남 홍차
베트남 홍차는 베트남에서 생산되는 홍차를 일컫는다. 저렴한 가격으로 널리 알려져 있고, 블렌딩의 기반으로 종종 쓰인다. 그러나 전통 제법으로 생산된 고품질의 베트남 홍차도 존재한다. 이런 고급 홍차들은 기문이나 운남 홍차와 비슷하나 훈연향이 덜하며 단 맛이 약간 더 느껴진다.